# Buckley (Washington)
Pour les articles homonymes, voir Buckley (homonymie).
Buckley est une ville du comté de Pierce dans l'état de Washington.
Sa population était de 4 354 habitants en 2010.